# Joy Olson
Joy Olson, nombrada Directora Ejecutiva de la Oficina en Washington para Asuntos Latinoamericanos (WOLA) en 2003, es una líder experta en temas de derechos humanos y política estadounidense hacia América Latina. Bajo la dirección de Olson, WOLA ha sido pionera en el desarrollo de nuevas estrategias de incidencia política en torno a los derechos humanos, concentrándose en las principales causas de injusticia, desigualdad y violencia en la región. Bajo su dirección, el Washington Post ha reconocido a WOLA como una de las mejores organizaciones sin fines de lucro en Washington.

## Educación
Olson recibió su Licenciatura en Historia de Trinity College y recibió el título de Magíster en Estudios Latinoamericanos de la Universidad Nacional Autónoma de México, luego de dos años de trabajo de desarrollo comunitario en Honduras.

## Historia laboral
Antes de unirse a WOLA, Olson dirigió el Latin América Working Group (LAWG), una coalición de sesenta organizaciones no gubernamentales que trabajan con el fin de promover una política exterior justa y pacífica de Estados Unidos hacia América Latina. Entre sus logros, se destacan el liderar los esfuerzos de ONGs con el fin de aumentar el financiamiento de Estados Unidos para la implementación de acuerdos de paz en América Central y la exitosa incidencia política que ha realizado para ponerle fin a la restricción de ventas de alimentos y medicinas a Cuba. En los años ochenta, trabajó en temas de inmigración y refugiados, y elaboró el proyecto de ley para suspender la deportación desde los Estados Unidos de refugiados salvadoreños.

## Trabajo actual
Olson posee extenso conocimiento y experiencia que se enfocan en el área de políticas de seguridad militar y regional. Además de abogar desde hace muchos años por una mayor transparencia en los programas militares en América Latina, también cofundó el proyecto Just the Facts, que trabaja con el fin de que la información acerca de políticas militares de Estados Unidos en América Latina sea públicamente accesible. Desde hace más de una década, ella es coautora de un estudio anual sobre las tendencias en la asistencia en seguridad de Estados Unidos, incluyendo el informe publicado recientemente Esperando el Cambio.
Olson ha testificado en un sinnúmero de ocasiones frente al Congreso acerca de diversos temas de políticas en América Latina, derechos humanos en México, políticas de drogas y problemas de pobreza y desigualdad en la región. Adicionalmente, Olson comenta frecuentemente en medios de comunicación como CNN, CNN en español, BBC, Lehrer News Hour, National Public Radio, y otra gran variedad de medios nacionales e internacionales.